# Тетерино (Могилёвская область)
Тетерино (бел. Цяцерын) — агрогородок в Круглянском районе Могилёвской области Белоруссии. Административный центр Тетеринского сельсовета. Расположен на берегу Тетеринского водохранилища.

## История
Самое древнее поселение Круглянского района. Впервые упоминается в XIV столетии как первый на Круглянщине город, центр большой волости, в которую входила и часть современного Белыничского района.
В начале XV столетия Тетерино принадлежало мстиславскому князю Симеону Лугвеню Ольгердовичу. В XVI столетии волостью управляла жена князя Великого княжества Литовского Александра, а в первой половине XVII село перешло под власть канцлера того же Великого княжества Литовского Льва Сапеги.
В деревне построили три церкви — Николаевскую, Спасскую, Святой Богородицы, но к концу XIX века осталась только одна. В конце XVII века монахи Базилианского монастыря создали первую на Круглянщине школу. Потом в Тетерино открылась церковно-приходская школа. Интересно, что в конце XIX училище и школа были объединены в одно народное училище. К 1901 году почти половина жителей деревни относила себя к иудеям. Работала еврейская молитвенная школа.
30 июня 1944 года во время освобождения Тетерино от немецко-фашистских захватчиков погибли 23 бойца. О них теперь напоминает братская могила, а обо всех павших на полях жестокой войны 262 односельчанах — мемориальный памятник в центре деревни.

## Энергетика
Недалеко от деревни имеется Тетеринская ГЭС, построенная в 1955 году.

## Культура
- Музей ГУО "Тетеринская средняя школа"

## Достопримечательность
- Братская могила (1942- 1944 гг.) —  Историко-культурная ценность Республики Беларусь, шифр 513Д000487
- Церковь

## Галерея

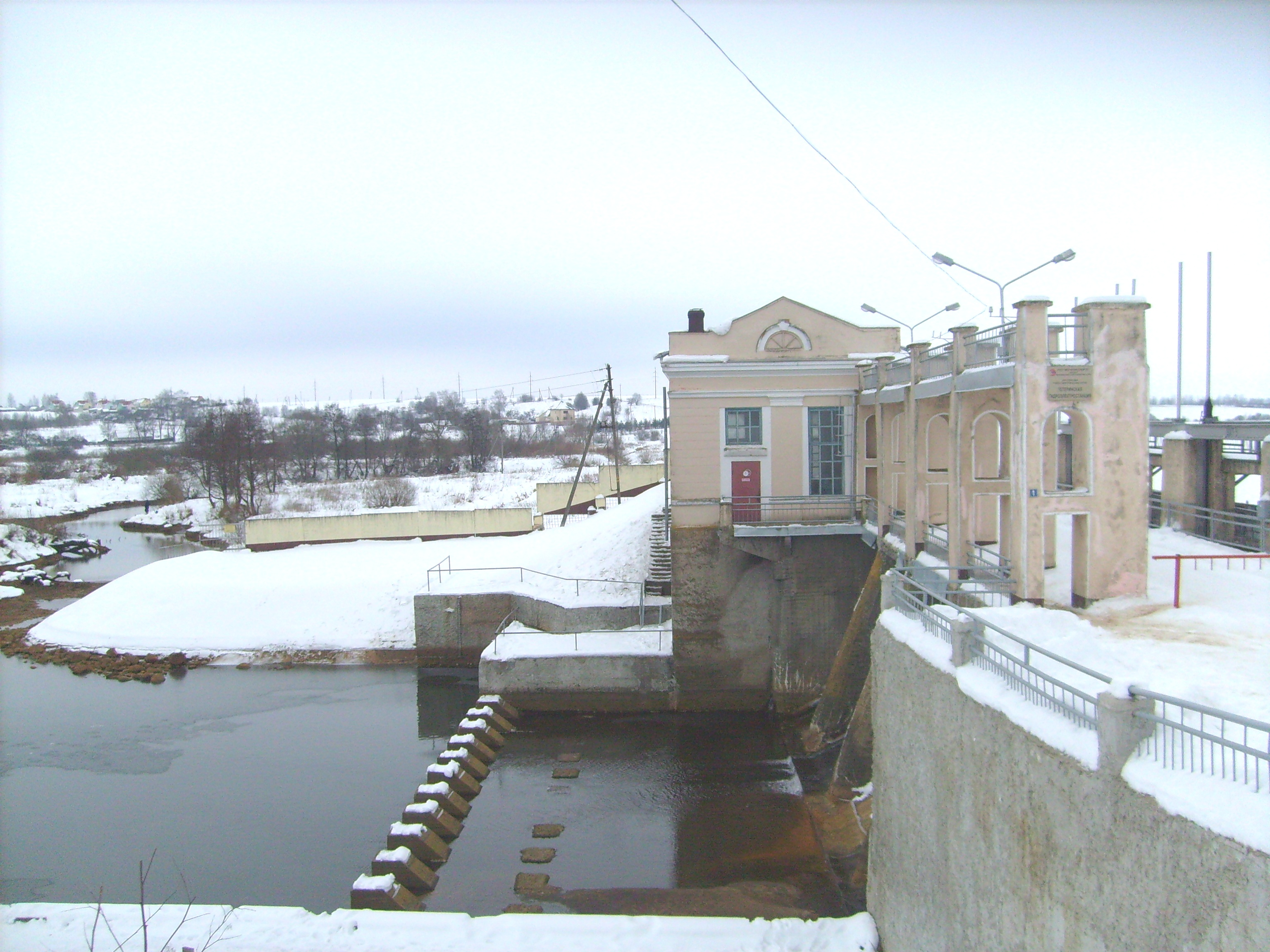
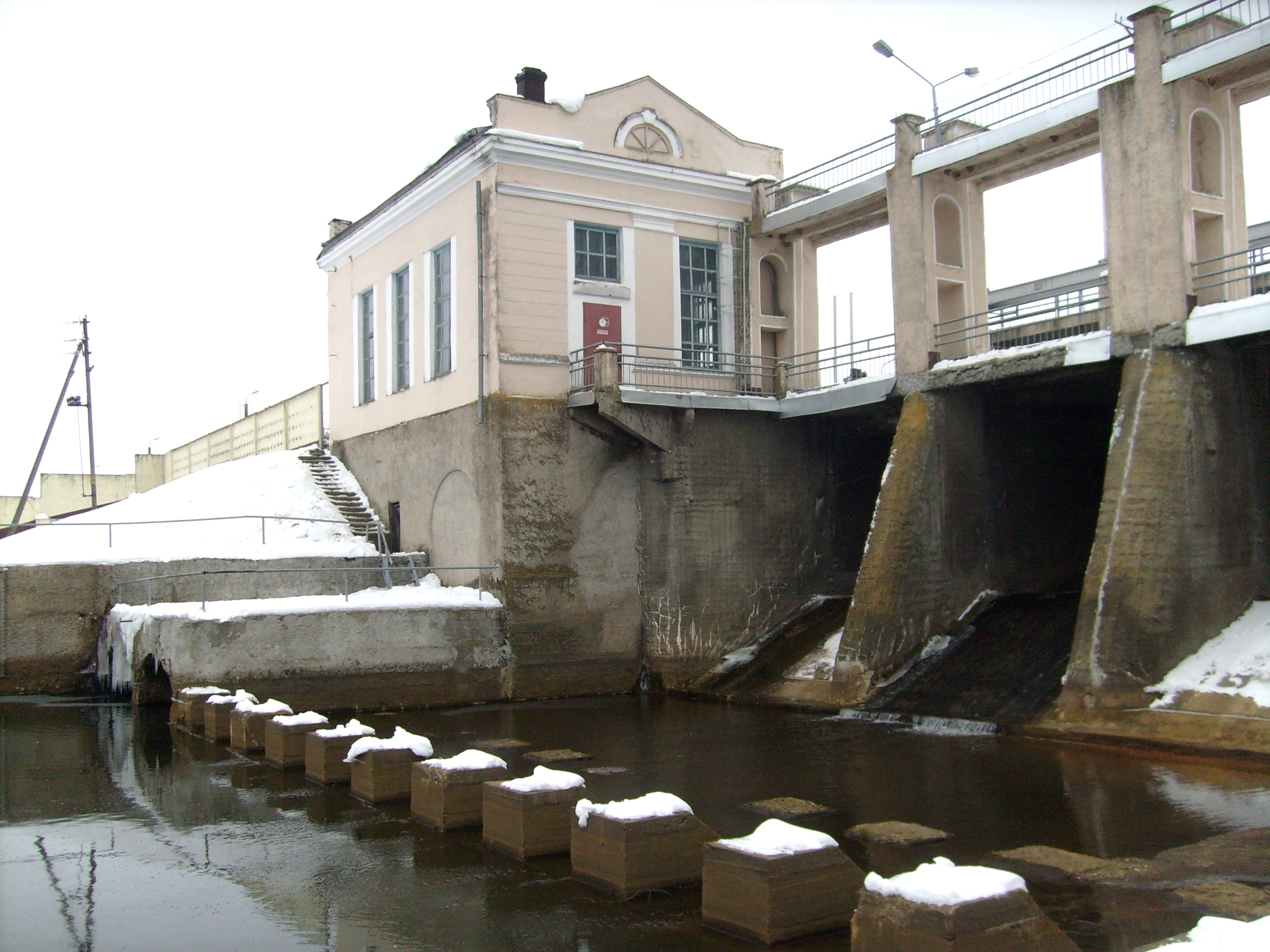
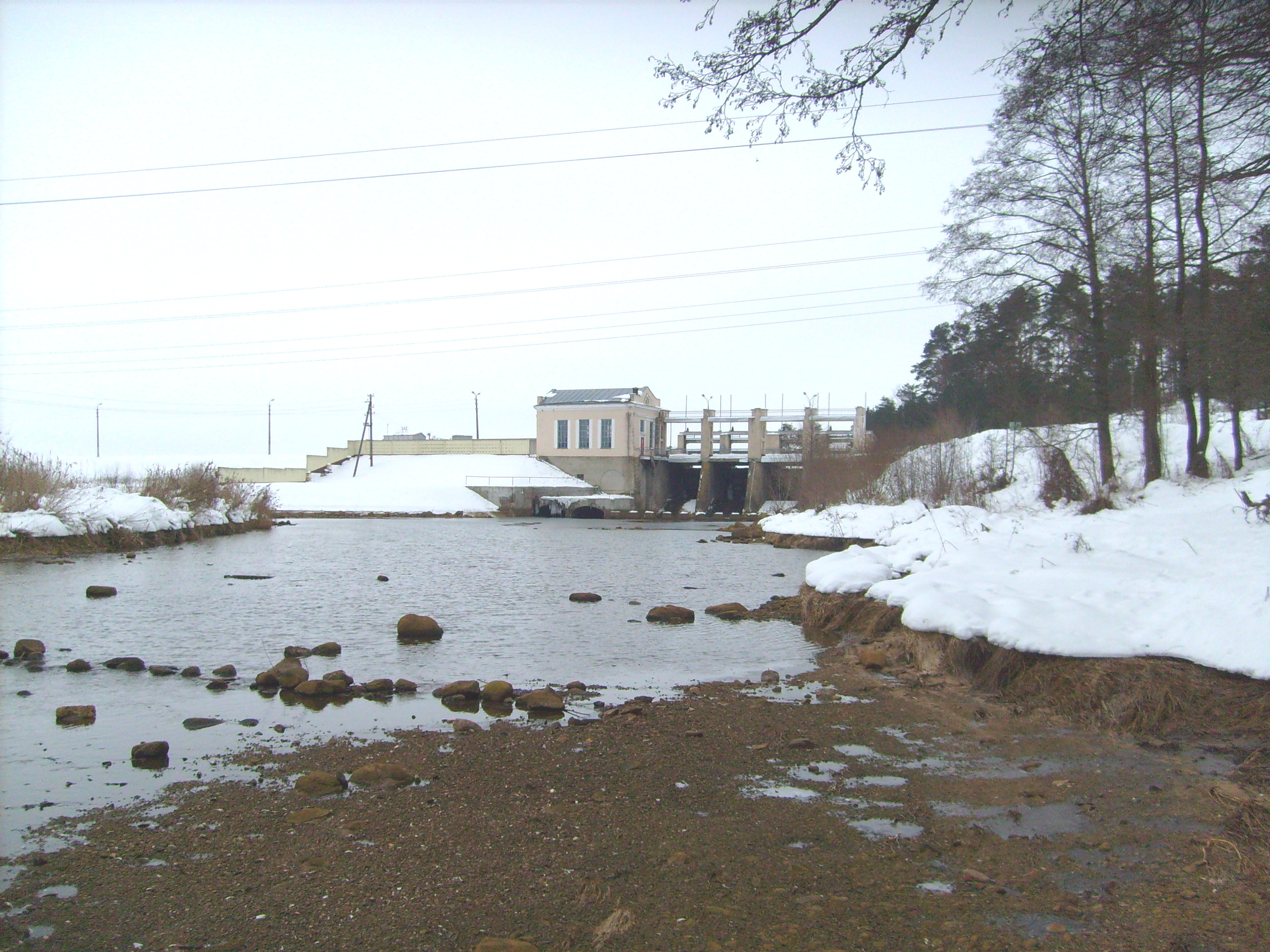